# Pardosa wagleri
Pardosa wagleri este o specie de păianjeni din genul Pardosa, familia Lycosidae. A fost descrisă pentru prima dată de Otto Hahn în anul 1822. Conține o singură subspecie: P. w. atra.